# Hold My Girl
Hold My Girl è un singolo del cantautore britannico George Ezra, pubblicato il 28 settembre 2018 come quarto estratto dal secondo album in studio Staying at Tamara's.

## Video musicale
Il 9 marzo 2018 è stato pubblicato un lyric video sul canale Vevo-YouTube del cantante, mentre il 26 ottobre dello stesso anno il video musicale.